# Juan Talovac
Juan Talovac (en húngaro: Tallóci János) fue un noble húngaro del siglo xv de origen dálmata o ragusiano que fue prior de Vrana y miembro de la Orden de los Caballeros de San Juan. Talovac fue el primer gobernador de Pakrac.

## Familiares
Juan Talovac era un miembro de la familia Talovac que eran vasallos húngaros y una familia influyente en la región croata de Cetina. Era de origen serbio. El hermano de Talovac era Matija o Mateo Talovac, quien sirvió en la corte serbia de Esteban Lazarević, que era vasallo húngaro en ese momento. Juan más tarde se convirtió en castellano de Belgrado controlado por los húngaros, antes de ser nombrado para el cargo de ban de Eslavonia en 1435. Su hermano Francisco Talovac lo sucedió en el puesto de castellano de Belgrado. Otro hermano de Juan, Pedro Talovac también fue ban de Croacia. Es posible que Talovac logró alcanzar el cargo de gobernador de Belgrado gracias a las conexiones de la familia de Talovac en la corte húngara, además de sus propios méritos.

## Oficial militar húngaro
En 1440, Talovac fue un exitoso oficial militar húngaro de origen dálmata. Fue comandante de las fuerzas húngaras formadas principalmente por serbios locales durante el asedio otomano de Belgrado. Además de las fuerzas de Talovac (alrededor de 500 hombres) de Croacia, la guarnición se incrementó con mercenarios checos e italianos que eran arqueros. La población serbia local también ayudó a los defensores. Talovac no se dio cuenta de inmediato del tamaño de las fuerzas otomanas e inicialmente tenía la intención de derrotarlas en el campo de batalla abierto. Cuando salió del castillo y se dio cuenta de que sus fuerzas eran superadas en número por los otomanos, se retiró a la ciudad.
Después de 1441, Talovac fue župan de la Župa de Dubica. En diciembre de 1442 fue mencionado como conde de Cetina en Croacia. Talovac también fue prior de Vrana en el período comprendido entre 1446 y 1461.